# NGC 259
NGC 259 è una galassia a spirale vista di taglio situata nella costellazione della Balena.

## Descrizione
La galassia ha una classe di luminosità II-III e presenta una larga riga a 21 cm dell'idrogeno neutro.
Sono inoltre presenti anche regioni di idrogeno ionizzato.

## Scoperta
NGC 259 è stata scoperta il 13 dicembre 1786 dall'astronomo britannico di origine tedesca William Herschel.

## Gruppo di NGC 271
NGC 259 fa parte del gruppo di NGC 271, un gruppo che comprende almeno altre 6 galassie: NGC 245,  NGC 271, NGC 279, NGC 307, MRK 557 e UGC 505.